# Yamaha 250 cc racers 1957-1959
De Yamaha 250 cc racers 1957-1959 waren de eerste 250 cc wegrace-motorfietsen die het merk Yamaha bouwde.

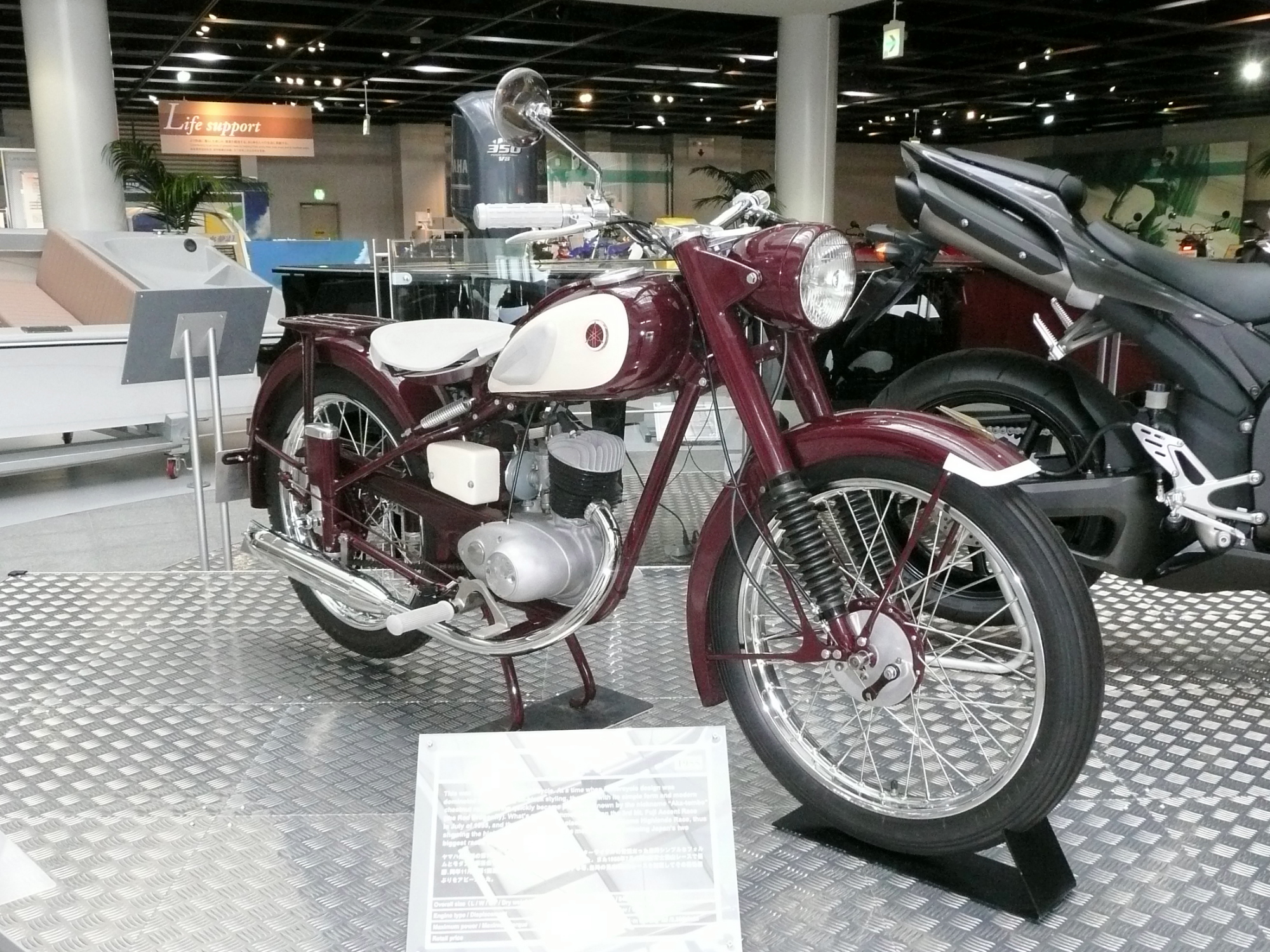
Yamaha's eerste motorfiets, de YA 1, werd aanvankelijk ook voor races gebruikt

In 1957 begon het jonge merk Yamaha deel te nemen aan races, maar dat gebeurde nog op onverharde wegen en uitsluitend in Japan. De belangrijkste wedstrijden werden georganiseerd op de flanken van de vulkaan Asama. Aanvankelijk had men geracet met een opgevoerde versie van de standaard 125 cc eencilinder Yamaha YA 1, die ca. 10 pk leverde, maar later bouwde men speciale racers.
In de 125 cc klasse werden eencilinders ingezet, de Yamaha YA-A en later de YA-B, en in de 250 cc klasse werd gereden met tweecilinders met dezelfde boring-slagverhouding. Deze boring-slagverhouding week af van de YA 1, men had dus speciale racemotoren ontwikkeld.
Door de combinatie van racers en onverharde wegen zagen de machines er wat vreemd uit: Ze hadden een stevig dubbel wiegframe, een sportzadel en een tophalf-stroomlijnkuipje, maar ook forse veerwegen en noppenbanden.

## Yamaha YD-A
De YD-A was een luchtgekoelde tweecilinder tweetaktmotor met een boring en slag van 54 mm, waardoor de cilinderinhoud op 247,3 cc kwam. Hij had nog een zuigergestuurde inlaat en magneetontsteking. Hij was ook behoorlijk zwaar, het droog gewicht bedroeg 100 kg. Hij kwam in 1957 uit in races. De YD-A leverde ongeveer 20 pk bij 7.500 tpm.

## Yamaha YD-B
De YD-B verscheen aan het einde van 1957 en week nauwelijks af van de YD-A, maar de boring-slagverhouding was gewijzigd: de boring bedroeg nu 56 mm en de slag bedroeg 50 mm. Daarmee kwam de cilinderinhoud op 246,3 cc.